# Adobe RGB色彩空间

CIE 1931 xy 色度圖顯示 Adobe RGB 色彩空間的原色。 D65 白點顯示在中心。

Adobe RGB色彩空间是一种由Adobe Systems于1998年开发的色彩空间。开发的目的是为了尽可能在CMYK彩色印刷中利用计算机显示器等设备的RGB颜色模式上囊括更多的颜色。Adobe RGB色彩空间粗略包括了50%的Lab色彩空间中的可视色彩，主要在青绿色（cyan-green）色系上有所提升。

## 规格
在 Adobe RGB 标准中，色彩被指定为 (R,G,B) 三个组元, 其中 R, G, B 中每个分量的值可以介于 0 和 1 之间。当在显示器上显示出来时，白色点（1,1,1）、黑色点（0,0,0）、原色点（1,0,0）的准确值会被指定。不仅如此，显示器上白色点的亮度也应该被指定为160cd/m2，黑色点则是0.5557 cd/m2，这也就意味着对比度为287.9。显示器周围环境照度为32lx。
与sRGB相比，Adobe RGB 中 RGB 色彩分量与亮度并不是成线性关系。相反，伽马值被假定为2.2，而不是像sRGB中那样是接近线性关系的0伽马值。更加准确的说，它的伽马值是563/256或2.19921875。Adobe RGB 的色彩空间覆盖了CIE 1931标准的52.1%。
白点对应的是 D65。三个原色点以及白色点的CIE值如下表：
| 颜色 | x      | y      |
| ---- | ------ | ------ |
| 红   | 0.6400 | 0.3300 |
| 绿   | 0.2100 | 0.7100 |
| 蓝   | 0.1500 | 0.0600 |
| 白   | 0.3127 | 0.3290 |